# Fotografia (document)

Una fotografia o foto és una imatge creada a partir de la reproducció d'una imatge feta amb una tècnica fotogràfica, l'efecte de la llum projectada en un film o un sensor sensible a la llum. A diferència del gravat, la litografia, el dibuix o altres tècniques manuals, la imatge es crea i reprodueix per un maquinari. La influència del fotògraf és indirecta: per l'enquadrament, la llum, la tria del subjecte i les tècniques de correcció. Tot i que és més objectiva que les tècniques manuals, conserva una certa subjectivitat.

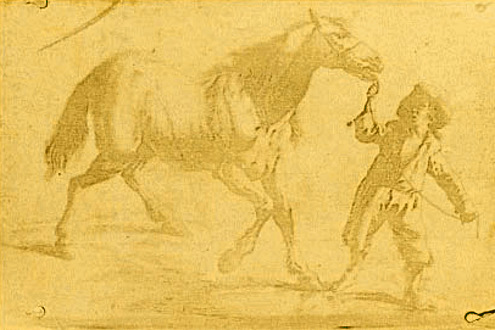
El gravat heliogràfic més antic que es conserva, fet per Nicéphore Niépce l'any 1825.

Segons J. Casares, la fotografia és «l'art de fixar i reproduir per mitjà de reaccions químiques, en superfícies convenientment preparades, les imatges obtingudes en la càmera obscura». La fotografia neix al segle xix però deriva d'altres tècniques prèvies. Nicéphore Niepce, possiblement va fer la primera fotografia: La taula posada (1829). Després de la primera guerra mundial, ensems amb les millores tècniques d'impressió va contribuir a l'expansió de revistes i llibres d'art i de viatges il·lustrats. Això no hagués estat possible sense el desenvolupament de la fotomecànica (segle xix) que va permetre reproduir les fotografies en la impremta. A principi dels anys trenta «Alemanya va ser el país on van treballar els primers grans reporters gràfics i que van donar prestigi a l'ofici». Les revistes alemanyes van ser les que van difondre aquests treballs, que més endavant van influenciar als fotògrafs de revistes com LIFE. Segons Freund, la gran producció de revistes il·lustrades respon al fet que els actes s'han multiplicat a mesura que el món s'ha fet més petit pel desenvolupament de les comunicacions.
Una fotografia –legalment– és un document; segons la Llei del Patrimoni Històric Espanyol "document és tota expressió en llenguatge natural o convencional i qualsevol altra expressió gràfica, sonora o en imatge recollides en qualsevol tipus de suport material, inclús suports informàtics. S'exclouen els exemplars d'edicions".
La Norma de Descripció Arxivística de Catalunya (NODAC) defineix el document d'arxiu com la informació enregistrada, amb independència del suport o de les seves característiques físiques i intel·lectuals, produïda o rebuda i conservada per una organització o una persona en el desenvolupament de les seves activitats. Classifica les fotos com a document icònic: «Document en què la informació es presenta mitjançant imatges que representen percepcions subjectives en tant que reflecteixen una percepció, una perspectiva o un punt de vista. Inclou dibuixos, cartells, gravats, gràfics, fotografies, etc.»

## Característiques
Tota fotografia conté informació. Així la podem citar com un «Document o conjunt de documents el suport dels quals és la fotografia en qualsevol dels seus aspectes tècnics: negatiu, positiu, diapositiva, fitxer digital, etc. […] Tota fotografia adquireix valor documental en tant que il·lustra sobre algun fet». Encara que una fotografia no s'hagi fet amb la intenció de comunicar, ofereix un missatge que podem interpretar.
Heredia destaca l'origen, el caràcter seriat, la seva qualitat d'únics i l'objectivitat dels documents arxivístics. Solen reproduir uns fets tal com són, sense afegir elements de crítica, subjectius o de valoració. Tot i això diu que n'hi poden haver amb vicis que afecten i deformen la informació, ja que la falsegen. Però també en aquests casos hi ha un acostament a la realitat en quant existeixen factors reals que determinen aquest falsejament.
La fotografia, que va ser presentada com un testimoni fidedigne de la realitat des del seu descobriment, ha anat perdent aquesta peculiaritat. Hi ha molts autors que la veuen com a mitjà susceptible de ser manipulat o interpretat de forma subjectiva. Amb el descobriment de la fotografia es va aportar un registre més precís, però no necessàriament més objectiu. Es va apropar l'espectador a una nova interpretació de la "realitat". "La fotografia havia desplaçat la imatge feta a mà de les pàgines dels diaris no perquè fos més versemblant sinó perquè era més creïble" No hem d'oblidar la famosa i polèmica fotografia de Robert Capa, Mort d'un milicià (1936) que alguns autors creuen que va estar preparada i no la mort real d'un milicià. "Durant les dues guerres mundials, la premsa alemanya, igual que la premsa dels aliats, estava plena de fotografies trucades." En els conflictes bèl·lics i en altres qüestions, cada part intenta manipular la informació per afavorir els seus interessos.
«La fotografia no és una còpia fidel de la realitat, no és una reproducció de quelcom que existeixi o hagi existit. La fotografia és una representació icònica molt més codificada del que habitualment s'admet […] Així, considerem la fotografia com un document integrat per un suport i informació, transmissora d'un missatge codificat que exigeix un esforç descodificador per part del destinatari.» Per altra banda els textos o documents textuals, també transmeten un missatge però en un altre codi, l'escriptura alfabètica.
Plató des de la seva caverna, ens narra com els éssers encadenats sols poden considerar com a vertaderes les ombres dels objectes, prenen com a vertaderes les coses que només són imatges parcials dels objectes reals. Com les ombres de Plató les fotografies no són la realitat. En la composició s'ha de tenir en compte la sensibilitat de la pel·lícula o del sensor, l'obertura del diafragma, el temps d'exposició, l'enfocament, la qualitat del paper, etc. La fotografia en blanc i negre és una representació fantàstica, imaginaria. Es conserva molt poc del que s'ha fotografiat, ens envaeixen múltiples sensacions i entra en joc la nostra educació (la història de l'art, la televisió, la publicitat i d'altres).

## La tècnica fotogràfica
Una imatge fotogràfica, com cita Romero, es forma per l'acció de la llum sobre sals de plata suportades en vidre o plàstic (negatiu) destinada a ser contemplada directament en aquest suport o a ser transferida a una altra de les mateixes característiques (positiu).
Reigo anomena dos elements que componen l'objecte fotogràfic: l'emulsió i el suport. «Si en una càmera obscura es col·loca un material sensibilitzat i s'exposa a la llum, la imatge de l'exterior que es reflecteix en els fons quedarà impressionada sobre el material fotosensible i un procés químic posterior farà que aquest registre es mantingui inalterable.» El suport pot ser: metàl·lic, paper, vidre i plàstic. Tot i que, com diu Del Valle, amb l'arribada de la fotografia digital probablement canviarà la nostra idea de la fotografia instantània definitivament fixada en un paper, trencarà la dependència de l'objecte i el contingut. «Amb el digital, el principi de la càmera obscura es manté, però la química desapareix. […] És important identificar aquells aspectes que poden ser més decisius per l'arxiu, tals com la desmaterialització de la imatge, l'autenticitat, l'accés, les consideracions sobre l'original i les còpies impreses». La capacitat de difusió, per exemple, es multiplica al facilitar l'accés per Internet. Per altra banda existeixen incògnites sobre la conservació de la fotografia digital. L'evolució tecnològica ha facilitat enormement la divulgació de les imatges, però la conservació és difícil, quan no se'n fan impressions o que no s'actualitzen els suports numèrics: manca, per exemple, el maquinari per llegir els discs flexibles dels anys 70 del segle xx, quan encara han quedat llegibles.
Per altra banda, com diu Romero, cal recordar el paper impulsor de la fotografia en la investigació històrica, al passar en una pel·lícula la imatge i així suprimir la dependència total de la copia o lectura sobre l'original o document d'arxiu. De la facilitat reproductora va néixer el microfilm, que possibilita tenir un substitut de l'original si aquest es deteriora o es perd. Actualment la digitalització de les fotografies també fa aquesta funció.

## L'original
La fotografia permet de reproduir exemplars idèntics d'un negatiu o fitxer numèric. Llavors ja no existeix un original?
Segons Reigo, en les fotografies d'època podem trobar-nos amb plaques negatives i sobretot copies en paper que no són originals, sinó reproduccions posteriors partint d'un positiu. A simple vista és difícil diferenciar quin és l'original, i s'hauria de determinar per mitjà d'una observació microscòpica. Existeixen també dos conceptes utilitzats pels col·leccionistes, que diferencien dues còpies obtingudes d'un mateix negatiu: el vintage i la reimpressió (reprint). El vintage és una còpia d'època feta per l'autor o un ajudant, però sota la supervisió de l'autor de la fotografia. Un reprint és un còpia feta sense la intervenció de l'autor.
Romero diu: sols a una se li dona la categoria d'original. La voluntat de l'autor és important en aquesta qüestió, més que el mecanisme de fabricació del document. Cartier-Bresson per exemple no positivava les seves fotografies, sinó que les portava a un laboratori. Ell enquadrava i deixava per acabada la seva feina, un cop que havia pitjat l'obturador de la càmera.

## Drets d'autor
La Llei de propietat intel·lectual protegeix els drets morals de l'autor i els seus drets d'explotació. La identificació de l'autoria, l'obligació per part de tercers de citar l'autoria de la manera expressada per la institució, etc. Els drets d'explotació depenen de l'estatut del fotògraf o del contracte que té amb el mandant. Els casos més usuals en la transmissió de titularitat són: la donació, la cessió temporal, l'autorització d'ús de l'obra de l'autor i la cessió.